# Mýdlo

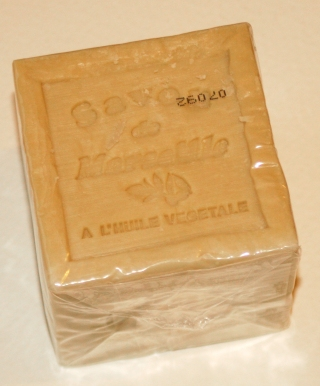
Marseilleské ručně vyráběné jádrové mýdlo

Mýdlo (lat. sapones) je směs organických látek v pevné nebo kapalné nebo suspenzní formě, působící jako anionický tenzid, tedy látka, hromadící se ve fázovém rozhraní a snižující povrchové napětí vodných roztoků. Je používáno jako prostředek osobní hygieny, pro čištění povrchů (zejména odmašťování) a k praní prádla. V užším slova smyslu je to směs hydratovaných[zdroj?] alkalických solí vyšších alifatických karboxylových kyselin (mastných kyselin) přírodního původu. Vzhledem k jejich některým nepříznivým vlastnostem jsou tyto chemické látky v moderních detergentech částečně nebo úplně nahrazovány syntetickými tenzidy (nazývanými saponáty), především na bázi nejrůznějších sulfonátů.

## Chemická podstata mýdla
Mýdlo v užším slova smyslu, jehož podstatou jsou hydratované sodné nebo draselné soli vyšších karboxylových kyselin, je nejstarším a nejdéle používaným anionickým tenzidem na světě. Molekuly těchto solí obsahují nerozvětvený řetězec 10 až 22 atomů uhlíku. V důsledku toho mají dvě části s velice rozdílnými fyzikálněchemickými vlastnostmi.
Dlouhá alifatická část molekuly, tvořená uhlovodíkovým řetězcem methylenových skupin CH2 a zakončená skupinou methylovou CH3 je hydrofobní a nepolární; menší karboxylová skupina, tedy lipofobní část (buď neutrální –COOH, nebo ve formě aniontu –COO−), je hydrofilní a polární. V důsledku toho mohou tvořit „propojovací můstek“ mezi částečkami hydrofobních látek (např. tuků a olejů) a hydrofilním prostředím, např. vodou, a tak vytvářet stabilní emulze nebo nepravé roztoky těchto látek ve vodě. Toto je základním mechanismem čisticího účinku mýdel.

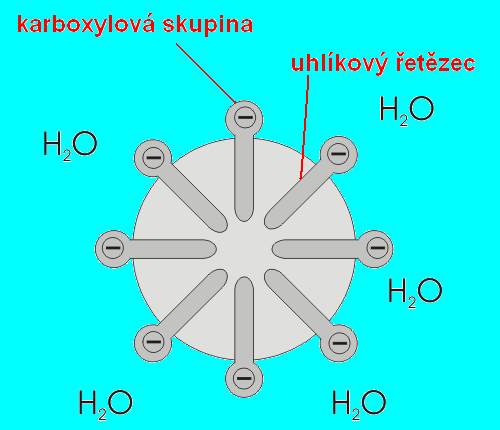
Micela v roztoku mýdla

Při rozpuštění mýdla ve vodě vzniká nepravý roztok, v němž molekuly mýdelnatých sloučenin vytvářejí shluky, zvané mýdlové micely, v nichž jsou tyto molekuly seskupeny hydrofobními částmi do středu tohoto kulovitého útvaru a s hydrofilními karboxylovými skupinami na povrchu micely. Vzhledem k tomu, že část karboxylových skupin je ve formě aniontů, má povrch micely záporný náboj, což zabraňuje jejich spojování (koagulaci) a vypadávání z roztoku.

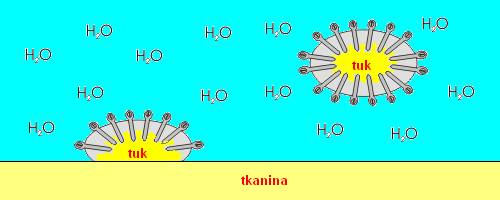
Rozpouštění tuku

Kromě toho při rozpouštění dochází k částečné hydrolýze solí mastných kyselin
R–CO2–Na + H2O → R–CO2− + Na + + H2O ↔ R–COOH + Na+ + OH−.
Protože je poslední rovnovážná reakce významně posunuta směrem vpravo, výsledný roztok obsahuje nezanedbatelné množství hydroxylových aniontů a proto reaguje bazicky (zásaditě).
Při kontaktu s částečkou tuku micela pohltí tuk do svého nitra a víceméně celou částečku obalí. Protože se nepolární části mýdlových molekul ponoří do tukového prostředí a jejich polární části stále ční do okolního prostředí, tuk se efektivně převede do roztoku. Tento proces, kdy jsou do micel mýdla (nebo obecněji tenzidu) včleňovány molekuly jiné látky (ať už se jedná o tuk, nečistoty, a jiné látky hydrofobního charakteru) nazýváme solubilizace.
Pokud je v použité vodě obsaženo větší množství rozpuštěných vápenatých nebo hořečnatých solí, např. hydrogenuhličitanu vápenatého (tvrdá voda), sráží se mýdlo z roztoku ve formě nerozpustných solí.
2 Na+(R-COO)− + Ca2+(HCO3−)2 → 2 Na+(HCO3)− + Ca(R-COO)2.
Proto je při použití tvrdé vody účinnost (zejména prací) mýdla snížená a z toho důvodu se používá změkčovadel vody (v nejjednodušším případě např. uhličitanu sodného (sody)). Moderní změkčovadla obsahují většinou komplexotvorné látky, zejména na bázi EDTA, které vážou kationty dvojmocných kovů žíravých zemin do chelátových komplexů.
V případě, že voda obsahuje značné množství solí alkalických kovů (např. mořská voda), je účinek mýdla také snížen. V tomto případě vysoká iontová síla roztoku způsobuje buď částečný, nebo úplný rozpad mýdlových micel.

## Výroba mýdla
Mýdlo se vyrábí procesem zvaným zmýdelňování nebo též saponifikace z přírodních nebo chemicky upravených tuků (či jiných lipidů) působením koncentrovaných roztoků hydroxidů alkalických kovů, např. hydroxidu sodného nebo draselného (louhů), nebo za tepla působením slabších zásaditých látek, jako je uhličitan sodný (soda) či uhličitan draselný (potaš).
Používá se tzv. násada (tuky živočišného i rostlinného původu). Někdy se rostlinné oleje, obsahující velký podíl nenasycených mastných kyselin, hydrogenací předem obohacují nasycenými mastnými kyselinami. Reakční směs se zahřívá na teplotu 80 až 100 °C buď v otevřených kotlích např. zaváděním přehřáté vodní páry, která současně směs promíchává, nebo nyní častěji v uzavřených tlakových nádobách (autoklávech) zahřívaných párou z vnějšku a opatřených mechanickými míchadly. Procesem zmýdelňování vzniká viskózní směs, nazývaná mýdlový klih. Její viskozita může být upravena (tzv. krácení mýdla) přidáním chloridu sodného.

### Sodná mýdla jádrová
Při použití hydroxidu sodného nebo sody se po vychladnutí směsi dalším přidáním chloridu sodného (tzv. vysolováním mýdla) zvýší iontová síla roztoku natolik, že se rozruší mýdelné micely a mýdlo se vyloučí ve formě pevné látky jako tzv. jádrové mýdlo, plovoucí na hladině roztoku, zvaného mydlářský louh. Ten kromě vody a případných nečistot obsahuje chlorid sodný, zbytky nezreagovaného hydroxidu a glycerol, který je cenným vedlejším produktem výroby mýdla.
Oddělené jádrové mýdlo, které se vyrábí z tuhých tuků s malým podílem nenasycených mastných kyselin, se dále rafinuje opakovaným rozvářením s vodou a opětným srážením chloridem sodným, případně proplachováním zředěným louhem, zejména aby se zbavilo zbývajících stop glycerolu a soli a pak se lisováním zbaví větší části vody. Někdy se upravuje přidáním čistých mastných kyselin na požadované chemické složení. Mýdlo takto připravené obsahuje přibližně 70 až 80 % zmýdelněných mastných kyselin, přičemž mýdla s vyšším obsahem se používají pro přípravu mýdel toaletních, zatímco s nižším jsou mýdla jádrová v užším slova smyslu, dříve používaná zejména k praní.
V jádrových a toaletních mýdlech převažují mastné kyseliny s 10 až 18 uhlíkovými atomy v molekule. Mýdla s převažujícími vyššími mastnými kyselinami (18 až 22 uhlíků) se používají především v mleté práškové formě jako přísady do moderních pracích prostředků pro automatické pračky k potlačení pěnivosti syntetických tenzidů.
Následné sušení mýdla probíhá většinou za sníženého atmosférického tlaku. případně rozprašováním v protiproudých sušicích věžích. Vysušené mýdlo (se zbytkovým obsahem asi 6 až 12 % vody) v podobě drobných granulí, lupínků nebo mýdlové moučky se dále upravuje. Pro toaletní mýdla se přidává menší množství tuků (především lanolin) ke snížení zásaditosti mýdla a k úpravě jeho mechanických vlastností (např. pevnosti a pružnosti), barví se pro zlepšení vzhledu a přidávají se esence a parfémy pro získání vůně, stabilizační látky, v omezené míře i dezinfekční látky a deodoranty. Obohacuje se také zpětně glycerinem, aby se zabraňovalo vysušování kůže. Výsledná směs se lisuje do požadovaných tvarů kusových mýdel.
Podle kvality se obvykle dělí na luxusní, která bývají barvená, s kvalitními vonnými složkami a uložená v exkluzivních obalech, dále výběrová, která mají sice také příjemnou vůni, ale horší celkovou úpravu a mýdla prvotřídní, která mají omezenější parfemování. K nim se řadí i dětská mýdla s významně sníženým obsahem alkálií, aby nepoškozovala citlivou dětskou pokožku.
Speciálním druhem jsou medicinální mýdla s přídavkem účinných látek především pro léčbu kožních onemocnění. Patří mezi ně mýdla s přísadou tetraboritanu sodného(boraxu), síry a sirných sloučenin, dehtu aj. Řadí se mezi ně i dezinfekční mýdla se zvýšeným obsahem baktericidních látek, fungicidní mýdla s přídavkem protiplísňových (fungicidních) látek a dezinsekční mýdla s prostředky proti ektoparazitům (např. vším).
Pro osoby s extrémně citlivou pokožkou jsou určena antialergická mýdla, se sníženým obsahem cizích látek (parfémů, deodorantů).
Jiným zvláštním druhem takto vyráběných toaletních mýdel jsou abrazívní mýdla s přídavkem brusného prostředku (např. jemného písku nebo mleté pemzy); používají se k buď odstraňování odolné špíny z povrchu těla, nebo častěji k odstraňování ztvrdlé kůže (rohoviny), např. na chodidlech nohou.
Mýdlové vločky, vyráběné ze stejných surovin jako toaletní mýdla, obsahují až 85 % mastných kyselin. Používají se dodnes pro ruční praní jemného prádla (např. hedvábného nebo vlněného).

### Sodná mýdla klihová
Jiný způsob zpracování nepoužívá vysolování k oddělení jádra od mýdlového klihu, který se po přidání potřebných přísad (pigmentů, parfémů atp.) nechá přímo ztuhnout ve formách do tvaru buď plochých desek, nebo hranatých tyčí na poloprůsvitnou hmotu, podobnou zakalené želatině. Získané bloky se řežou na kusy požadované velikosti a v razicích lisech se upravují do konečné podoby. Vznikají tak transparentní mýdla případně po přimíšení určitého podílu jádrového mýdla vznikají mramorovaná mýdla.

### Draselná mýdla mazlavá
Při zmýdelňování rostlinných olejů bohatých na nenasycené kyseliny za použití potaše vzniká směs draselných solí mastných kyselin, která se nevysoluje a získaná mazlavá směs obsahuje i vzniklý glycerin. Tento druh mýdel může být připraven také přímou neutralizací směsi mastných kyselin uhličitanem draselným (potaší). Tato mýdla jsou měkčí než jádrová (díky většímu obsahu glycerinu), lépe rozpustná ve vodě, lépe pění (díky zbytkovému uhličitanu), ale mají menší prací účinnost. Obsahují také větší podíl mastných kyselin s kratšími uhlíkatými řetězci.
Tato mýdla se používala dříve při úklidových pracích (např. k mytí podlah), v textilním průmyslu a v čistírnách k praní textilií; dnes jsou pro tyto účely nahrazována syntetickými tenzidy. Určité množství draselných mýdel se používá ještě dnes též pro přípravu medicinálních mýdel.

## Výhody a nevýhody mýdel
Pro řadu aplikací, zejména při praní prádla, ale též při výrobě prostředků osobní hygieny se v poslední době stále více prosazují syntetické tenzidy.
Výhody mýdel
- Relativně nízké výrobní náklady.
- Snadná dostupnost surovin.
- Lepší odbouratelnost solí mastných kyselin v přírodě než syntetických tenzidů.

Nevýhody mýdel
- Při častém používání mýdla trpí lidská pokožka, zejména odmašťováním.
- Zbytky alkalických látek, používaných při výrobě mýdla, a vlastní alkalita způsobovaná částečnou hydrolýzou solí mastných kyselin poškozuje jak tkaniny, tak citlivější části pokožky.
- V tvrdé vodě se mýdlový roztok sráží vápenatými a hořečnatými kationty a tím se snižuje účinnost mýdla.
- Nižší účinnost ve srovnání se syntetickými tenzidy.

## Historie mýdla
Staří Sumerové, kteří dobře ovládali základy chemie, znali také přípravu mýdla působením alkalických žíravin na tuky. Nejstarším důkazem o používání mýdla může být archeologický nález babylonských keramických nádob, obsahujících látku podobnou mýdlu, a datovaný do doby kolem roku 2800 př. n. l. Z doby o 600 let mladší, kolem roku 2200 př. n. l., pochází z téže oblasti hliněná tabulka s návodem pro přípravu mýdla z vody, louhu a kassiového oleje. Mýdlo však nepoužívali k hygieně či praní oděvů, ale jako prostředek urychlující hojení ran. Z oblasti Mezopotámie se znalost mýdla dostala do Egypta a později na evropský kontinent, do Řecka.
Ebersův papyrus, pocházející z doby kolem roku 1550 př. n. l., uložený dnes v knihovně univerzity v Lipsku (Universitätsbibliothek Leipzig) a zabývající se lékařstvím starověkého Egypta, naznačuje, že se v té době Egypťané pravidelně koupali a používali směsi živočišných nebo rostlinných olejů se zásaditými solemi na vytvoření látky podobné mýdlu. Jiné starověké egyptské dokumenty se také zmiňují o tom, že látka podobná mýdlu se používala při úpravě vlny před jejím spřádáním. K podobným účelům jej používali také Féničané kolem roku 600 př. n. l.
Mydlárna se zbytky kusového mýdla byla nalezena také v ruinách Pompejí, zničených sopečnou erupcí Vesuvu v roce 79 n. l. Staří Římané však neznali použití mýdla k hygienickým nebo čisticím účelům. Nejstarší zmínka o mýdle, nazývaném v latině „sapo“, se objevuje u římského historika Plinia staršího v díle Naturalis historia, Liber XXVIII, kde se zmiňuje o jeho používání barbarskými kmeny Galů a Germánů, kteří směsi dřevěného popela (obsahujícího potaš) a kozího loje užívali jako pomády na vlasy. V souvislosti s tím je třeba zmínit zřejmě nepravdivou pověst, podle níž slovo sapo bylo odvozeno od stejnojmenného hory nacházející se nad Tiberou, kde se snad nacházelo obětiště, kde byla spalována obětní zvířata. Déšť údajně smýval popel z obětních hranic spolu se zbytky tuku ze zvířat až k řece, kde římské ženy praly prádlo a zjistily, že tento popel s lojem je výborným prostředkem na praní. Historikové však tuto legendu striktně odmítají jako vymyšlenou.
Teprve když ve 2. stol. n. l. slavný římský lékař Galenos upozornil na očistné vlastnosti mýdla, začalo se mýdlo používat i k osobní hygieně a mydlářství se stalo řemeslem.
Velcí znalci chemie, Arabové, připravovali mýdlo zejména z olivového oleje, ale také z aromatických olejů jako např. tymiánového. Poprvé k jeho výrobě použili jimi objevený a dodnes k tomu účelu používaný hydroxid sodný. Od počátku 7. stol. mýdlo vyráběli v Náblusu (Palestina), v Kufě a v Basře (Irák). Již tehdy mýdla barvili a parfemovali, používali kromě kusového mýdla i mýdlo tekuté. Vyráběli také speciální mýdlo na holení. Svými produkty zásobovali celou tehdejší jižní Evropu a Orient. Bylo velmi ceněno, i když jeho kvalita nebyla valná.
Ve 14. stol. pronikly na evropský trh výrobky mydlářů ze Španělska a z Itálie poněkud lepší kvality. Výroba mýdla z olivového oleje se dostala do Francie již v 16. stol. Velkým střediskem produkce mýdla byla v té době Marseille a termín „marseilleské mýdlo“ se pro bělené a parfemované tekuté i kusové prvotřídní mýdlo používá dodnes. Z jižních zemí se postupně výroba mýdla šířila i na sever Evropy, ale protože tamní výrobci, zejména v Anglii, severní Francii a Nizozemsku, používali místo olivového oleje rybí tuk, byla kvalita jejich mýdel horší.
V 17. a na začátku 18. století však byla voda a mýdlo považována za škodlivou pro lidský organismus, takže mýdlo bylo používáno výlučně při praní oděvů a v omezené míře při čištění příbytků. To se změnilo teprve v 19. století a pak zejména v průběhu 20. století.
Průmyslová velkovýroba mýdla založená na moderních znalostech chemie se začala rozvíjet počátkem 19. stol. V roce 1806 založil William Colgate v New Yorku koncern vyrábějící mýdlo nazvaný Colgate & Co. V roce 1872 Colgate dal na trh první moderní parfémované mýdlo. V téže době začali v Cincinnati společně podnikat William Procter a James Gamble. Další společnost vznikla na západě Spojených států nejprve pod názvem B. J. Johnson Co. Protože vyráběla mýdlo ze směsi palmového a olivového oleje, přejmenovala se v roce 1916 na Palmolive, ale později fúzovala na Colgate-Palmolive Co.

### Mýdlo vČesku
V Česku se až do vymření Přemyslovců mýdlo vyrábělo podomácku. Výroba mýdla byla běžnou součástí práce hospodyněk až do konce 17. století, ale již v době lucemburské vzniklo nové řemeslo, mydlářství. V roce 1464 byl v Praze založen cech mydlářů.
V roce 1848 zahájil ve svém domku v Rynolticích u Liberce výrobu mýdla tamější sedlák, řezník a uzenář Georg Schicht. V roce 1867 již zásoboval mýdlem celé severní Čechy. Jeden z jeho synů, Johann Schicht, vybudoval v roce 1882 velkou továrnu na výrobu mýdla v Novosedlicích u Ústí nad Labem, z níž se již před 1. světovou válkou stala největší továrna na zpracování tuků v kontinentální Evropě. Po 2. světové válce byla rodina Schichtů odsunuta a podnik byl zestátněn (dnešní Setuza).